# Bataille de Khotin (1621)
Pour les articles homonymes, voir Bataille de Khotin.
Guerres des magnats moldaves
Lors de la bataille de Khotin de 1621, ou de Hotin (nom moldave, la forteresse se trouvant alors en Moldavie), une armée ottomane forte de 160 000 vétérans, commandée par Osman II, avance depuis Andrinople vers la frontière polonaise.
Les Turcs, galvanisés par leur victoire à la bataille de Țuțora, espèrent conquérir la Pologne. Le commandant polonais, Jan Karol Chodkiewicz passe le Dniestr en septembre 1621, et se retranche dans la forteresse moldave de Khotin, bloquant ainsi l'avancée des Ottomans.
L'hetman de l'Union polono-lituanienne maintient le sultan en respect pendant un mois, jusqu'à ce que les premières neiges d'automne forcent Osman[Lequel ?] à retirer ses forces diminuées. Mais la victoire est chèrement payée par les Polonais. Quelques jours avant que le siège soit levé, le grand hetman meurt d'épuisement dans la forteresse le 24 septembre 1621. Stanisław Lubomirski prend alors le commandement des forces de l'Union.

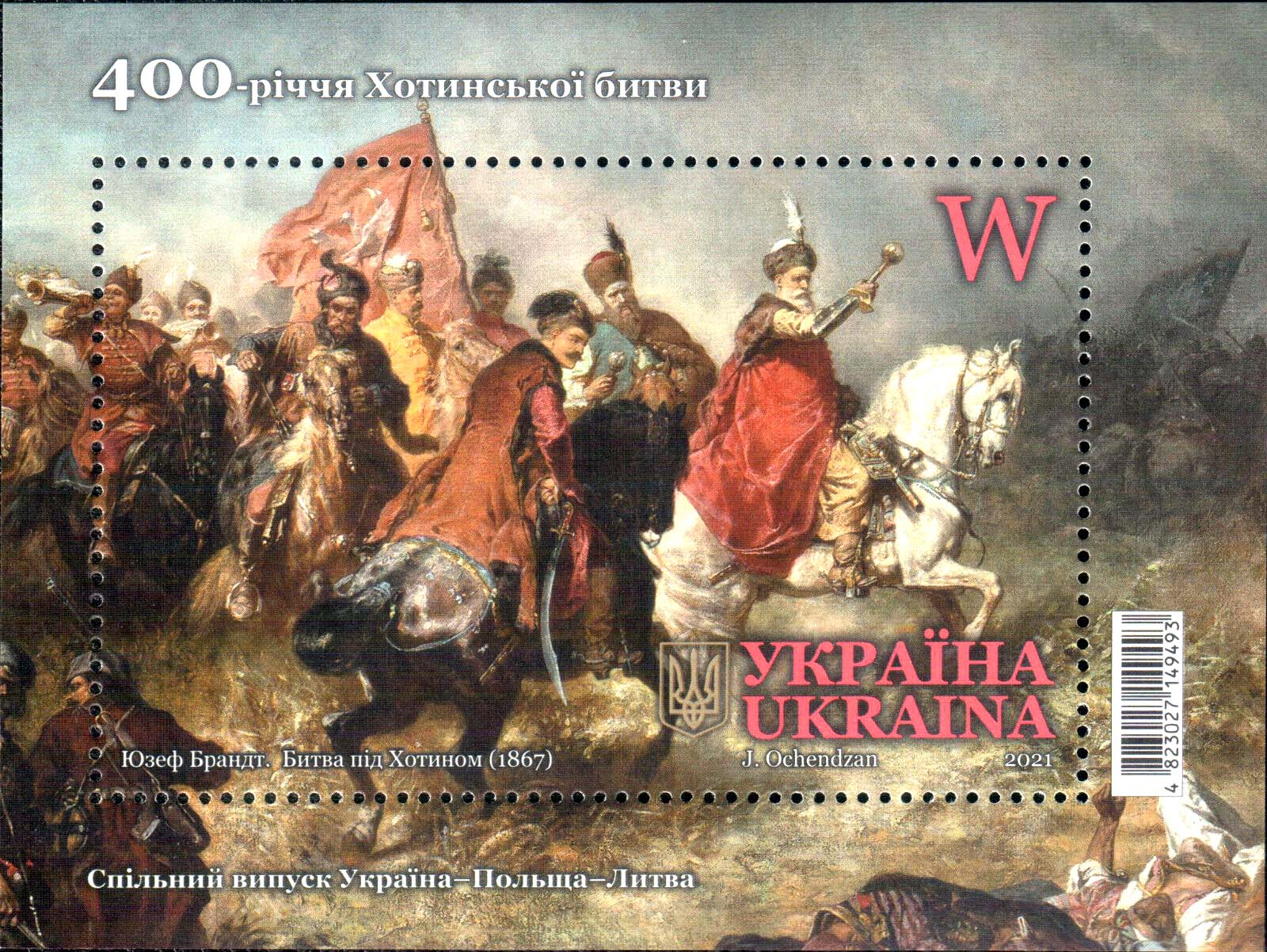
Timbre ukrainien pour le quatre centième anniversaire de la bataille.

La bataille, décrite par Wacław Potocki dans son fameux ouvrage Transakcja wojny chocimskiej, marque la fin de la longue période des guerres des magnats moldaves.